# EXIT イグジット (2019年の映画)
『EXIT イグジット』（原題：엑시트）は、2019年公開の韓国映画。有毒ガスに覆われた高層ビルからの脱出劇を描いたサバイバル・パニック。イ・サングンの長編映画監督デビュー作。主演はチョ・ジョンソク、イム・ユナ（少女時代）。イム・ユナは本作で映画初主演を果たした。
韓国で観客動員数942万人を記録。

## ストーリー
かつては大学の山岳部のエースだったヨンナム（チョ・ジョンソク）は、就職に失敗し、実家で家事手伝いに勤しむ日々を送っていた。親族一同が集まる母の古希の祝賀パーティーに参加したヨンナムは、会場であるホテルの宴会場で副店長として働く山岳部の後輩・ウィジュ（イム・ユナ）と再会する。
その頃、都心部ではある男が散布した有毒ガスが広がり、大惨事になっていた。ヨンナムとウィジュがいる高層ビルにもガスが迫る。ビルに取り残された2人は、山岳部時代に研鑽した体力とスキルをフル活用して脱出に向けて動き出す。

## キャスト
- チョ・ジョンソク：ヨンナム
- イム・ユナ（少女時代）：ウィジュ
- コ・ドゥシム（朝鮮語版）：ヒョンオク（ヨンナムの母）
- パク・イナン：チャンス（ヨンナムの父）
- キム・ジヨン：ジョンヒョン（ヨンナムの姉）
- カン・ギヨン：ク店長
- キム・ジョング（朝鮮語版）：2番目の叔父
- キム・ビョンスン：3番目の叔父
- ファン・ヒョウン（朝鮮語版）：2番目の姉
- イ・ボンリョン（朝鮮語版）：3番目の姉
- チョン・ミンソン（朝鮮語版）：1番目の姉の夫
- パク・ソンイル（朝鮮語版）：3番目の姉の夫
- ペ・ユラム（朝鮮語版）：ヨンミン
- ユ・スビン：ヨンス
- シン・セフィ（朝鮮語版）：ヨンへ
- キム・ガンフン：チホ
- パン・ヘラ（朝鮮語版）：2番目の叔母
- イ・ジョンイン（朝鮮語版）：3番目の叔母
- キム・ガンヒョン（朝鮮語版）：キベク
- ユン・ヘビン：ミンジ
- チャン・ソウ：ヨンジ
- イ・ドンフィ：チュンネジョン警察1  ※特別出演

## 受賞

### 2019年度
- 第40回青龍映画賞：新人監督賞（イ・サングン）
- 第40回青龍映画賞：人気スター賞（イム・ユナ）
- 第40回青龍映画賞：技術賞（ユン・ジニュル／武術）
- 第56回大鐘賞：編集賞（イ・ガンヒ）
- 第56回百想芸術大賞：映画部門 シナリオ賞（イ・サングン）
- 第25回春史大賞映画祭：脚本賞（イ・サングン）
- 第28回釜日映画賞：人気女優賞（イム・ユナ）
- 第20回今年の女性映画人賞：新人演技賞（イム・ユナ）
- 第4回Asia Artist Awards：映画部門 ベストアーティスト賞（イム・ユナ）
- 第18回大韓民国ファースト・ブランド大賞：映画女優賞（イム・ユナ）